# Ricard Ustrell i Garrido
Ricard Ustrell i Garrido   (Sabadell, 14 de novembre de 1990) és un periodista i director de la productora La Manchester Radiofònica.
És presentador, des de setembre de 2022, del programa Col·lapse, les nits de dissabte a TV3; i, des de setembre de 2023, d'El Matí de Catalunya Ràdio. Anteriorment, va ser director presentador del programa El suplement de Catalunya Ràdio entre 2014 i 2018, i del Planta baixa de TV3, entre 2019 i 2022. Paral·lelament, va ser col·laborador d'El Periódico de 2018 a 2020.

## Biografia
Es llicencià en periodisme i estudià el primer curs de Filosofia a la Universitat Autònoma de Barcelona. Va iniciar la seva trajectòria professional amb tretze anys a Ràdio Sabadell i Matadepera Ràdio. Posteriorment, l'any 2006 va col·laborar temporalment com a imitador a l'equip del Versió RAC 1, de Toni Clapés. També col·laborà amb el Fricandó matiner de RAC 105.
Més endavant l'any 2009 va fer el salt a Catalunya Ràdio, formant part de l'equip del programa Tot és molt confús. També va coordinar el programa Els optimistes, presentat per Àngel Llàcer i Manu Guix; va presentar El suplement els caps de setmana d'estiu i va ser el subdirector del programa de tarda La tribu de Catalunya Ràdio. Entre els anys 2015 i 2018 va presentar El suplement, amb 403.000 oients el dissabte i 251.000 el diumenge. El 2017 va aconseguir convertir-se en el programa més escoltat de Catalunya Ràdio, superant els que havia aconseguit el Matí de Catalunya Ràdio, amb 638.000 oients dissabte. En la primera temporada, va aconseguir el Premi Ràdio Associació de Catalunya en la categoria d'innovació per l'espai Quatre gats.
Com a periodista, també ha col·laborat a la revista Quadern i al Nació Digital i ha estat el guionista de les dues gales dels Premis Gaudí que va presentar Àngel Llàcer. El 2016 va fer el pregó de la Festa Major de Sabadell, juntament amb el també periodista sabadellenc Xavi Bundó.
El setembre de 2017, va estrenar el programa de debat polític Preguntes freqüents a TV3, fins al gener de 2018. El mateix mes va publicar la seva primera novel·la, Sense tu, que explica com un conegut presentador radiofònic decideix abandonar la feina per marxar sol a París.
El 2018 va estrenar Quatre gats a TV3, un programa de reportatges que incloïa una entrevista central com a eix vertebrador. Entre les diferents personalitats internacionals entrevistades destaquen Pepe Mujica, Dilma Roussef, Evo Morales, Noam Chomsky, Alex Salmond o Marine Le Pen. Alguns dels episodis tractaren temes com el judici de l'1-O, la memòria històrica o el canvi climàtic.
El juliol de 2018 va anunciar que abandonava El suplement i Catalunya Ràdio. El setembre de 2019 va estrenar Planta baixa, un magazín diari sobre temes d'actualitat. Va presentar el programa fins al juliol de 2022 i el 17 de setembre del mateix any es va posar al capdavant del programa Col·lapse. El setembre de 2023 va començar a presentar El matí de Catalunya Ràdio.

## Publicacions
- Sense tu (Rosa dels vents, Barcelona, 2017, novel·la) ISBN 978-8416430635[21][22]

## Premis i reconeixements
- 2016 - Premi RAC a la innovació per l'espai Quatre gats a Catalunya Ràdio[23]
- 2018 - Tallaret d'Honor, atorgat per l'Associació de Veïns de la Creu Alta[24][25]
- 2018 - Premi català dolç de l'any atorgat pel Gremi de Pastissers de Barcelona[26]
- 2024 - Premi Ondas al millor contingut de proximitat per El Col·lapse[27]
- 2025 - Premi Ràdio Associació al millor professional de ràdio[28]
- 2025 - Premi Nacional de Comunicació Radiofònica 2024, atorgat per la Generalitat de Catalunya, ex aequo amb Carles Francino[29][30]